# Klin nad Bodrogom
Klin nad Bodrogom (węg. Bodrogszög) – wieś (obec) na Słowacji położona w kraju koszyckim, w powiecie Trebišov. Pierwsze wzmianki o miejscowości pochodzą z 1378 roku. 
Według danych z dnia 31 grudnia 2012 roku, wieś zamieszkiwało 209 osób, w tym 101 kobiet i 108 mężczyzn.
W 2001 roku rozkład populacji względem narodowości i przynależności etnicznej wyglądał następująco:
- Słowacy – 38,97%
- Rusini – 1,03%
- Węgrzy – 60%

Ze względu na wyznawaną religię struktura mieszkańców kształtowała się w 2001 roku następująco:
- Katolicy rzymscy – 62,05%
- Grekokatolicy – 21,03%
- Ewangelicy – 0,51%
- Ateiści – 2,05%